# Entreprise publique locale
Pour les articles homonymes, voir EPL.
En France, les entreprises publiques locales (EPL) sont des entreprises au service des collectivités locales, des territoires et de leurs habitants. Elles interviennent dans une quarantaine de domaines d'activité : aménagement, logement, transports, tourisme, énergie, déchets… 
Positionnées dans le champ de l'économie mixte, entre le « tout public » et le « tout privé », les Entreprises publiques locales (EPL) peuvent être : des Sociétés d'économie mixte (SEM), des Sociétés publiques locales (SPL) ou des Sociétés d'économie mixte à opération unique (SEMOP).
En France, les EPL sont représentées par la Fédération des élus des Entreprises publiques locales.

À échelle européenne, elles sont représentées par SGI Europe.

## Spécificités
Société d'économie mixte (SEM) et Société publique locale (SPL) ne se distinguent qu'aux niveaux de la composition du capital social et des relations contractuelles avec leurs collectivités locales actionnaires. Dans le cas des SEM, le capital est mixte (de plus de 50 à 85 % pour le capital public et de 15 à moins de 50 % pour le capital dit privé) alors que pour les SPL, les collectivités locales (au moins au nombre de deux) détiennent la totalité du capital.
Sur le plan des relations contractuelles, si les SEM ne se voient attribuer leurs missions qu'au terme d'une mise en concurrence, les SPL sont assimilées à des opérateurs internes aux collectivités locales et peuvent se voir confier des missions en direct.

## Histoire
Les Sociétés publiques locales (Spl) ont été créées par la loi en 2010, aux côtés de la Société d’économie mixte (SEM), et de la Société publique locale d'aménagement (Spla), pour permettre aux collectivités territoriales de travailler en quasi-régie avec elles, puis en 2014, la Société d'économie mixte à opération unique (SemOp) et en 2017, la Société publique locale d’aménagement d'Intérêt National (Spla-IN).